# لاکوئیلا
لاکوئیلا (به ایتالیایی: L'Aquila) نام شهری تاریخی در مرکز ایتالیا و پایتخت استان لاکوئیلا است.

## جغرافیا
لاکوئیلا در حوزه رودخانهٔ آترنو قرار دارد و ارتفاع ان از دریا ۷۲۱ متر می‌باشد که این شهر را در ردهٔ سومین مرکز پایتخت بلند ایتالیا، بعد از شهرهای اننا و پوتنزا قرار می‌دهد.
جمعیت شهر لاکوئیلا بالغ بر ۶۸٫۲۳۵ نفر می‌شود.

## آب و هوا
طبق اعلام رسمی ARSSA Abruzzo بین سال‌های ۱۹۵۱-۲۰۰۰ میانگین سالانه پایین‌ترین درجهٔ هوا ۶٫۵ سانتیگراد و میانگین بالاترین درجهٔ هوا ۱۷٫۳ سانتیگراد اعلام شده در حالی که میانگین سالانهٔ هوا ۱۱٫۹ سانتیگراد می‌باشد.

## تاریخچه
در سرزمینی که هم‌اکنون نام لاکوئیلا رو در اختیار دارد قبل از تصرف توسط امپراتوری روم، ازسال‌های بسیار دور مکانی برای مردم و قوم‌های مختلفی بود. در این سرزمین دو قوم سابین‌ها و وستینی زندگی می‌کردند.
بعد از تصرف منطقه توسط امپراتوری روم، سده ۳ (پیش از میلاد)، در منطقه ای که هم‌اکنون سن ویتورینو نامیده می‌شود درغرب شهر لاکوئیلا،
شهری به نام امیترنوم ساخته می‌شود که امروزه از ان یک تئاتر و یک تماشاخانه یا آمفی تئاتر باقی مانده‌است.
شهر تاریخی لاکوئیلا در سال ۱۲۲۹ ساخته شده هست ولی به دلایل مختلف از جمله زلزله‌های ویرانگر یا طاعون چندین بار کاملاً ویران و دوباره بازسازی شده‌است.

### زمین‌لرزه (۲۰۰۹)
در ساعت ۳ و ۳۲ دقیقه بامداد ۶ آوریل ۲۰۰۹ میلادی، زمین‌لرزهای به شدت دستکم ۸/۵ ریشتر مناطق مرکزی ایتالیا را لرزاند.
کانون زلزله شهر تاریخی لاکوئیلا بود. بر اثر زمین‌لرزه، محلهٔ تاریخی شهر لاکوئیلا به کلی ویران شد.
بر اثر این زمین‌لرزه، بیش از ۱۵۰ نفر کُشته، ۱۵۰۰ نفر زخمی و ۵۰ هزار نفر آواره شدند.

## مراکز آموزشی
دانشگاه لاکوئیلا، مهم‌ترین مرکز آموزش عالی در شهر لاکوئیلا محسوب می‌شود.
این دانشگاه در سال ۱۹۶۴ میلادی، تأسیس شد و هم‌اکنون بیش از ۲۷٬۰۰۰ دانشجو دارد.